# Nacionalisme aranès

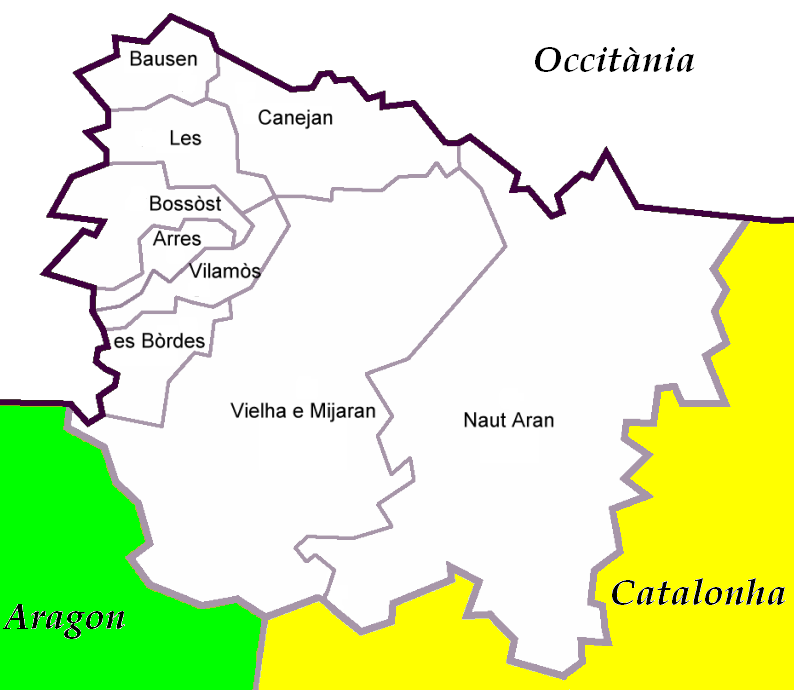
Municipis de la Vall d'Aran.

El nacionalisme aranès o aranesisme (en occità: nacionalisme aranés, aranesisme) és un corrent polític que reivindica la creació d'un pacte de lliure unió de la Vall d'Aran respecte a Catalunya. Es fonamenta sobre la base d'una llengua, l'occità, una cultura i una identitat diferent de la catalana.

## Història

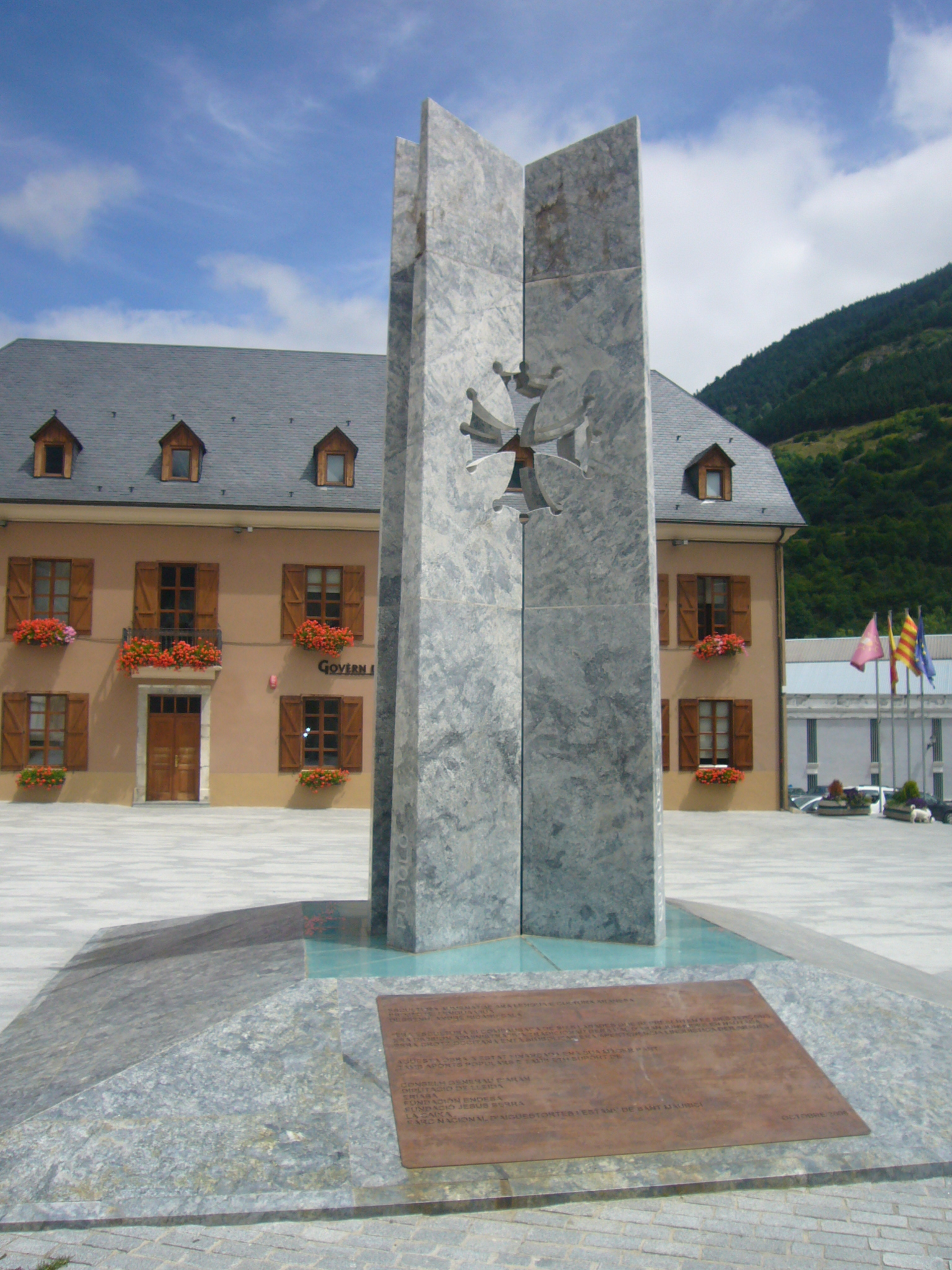
Escultura en homenatge a la llengua i cultura araneses.

La Vall d'Aran ha tingut un reconeixement polític propi des del segle xiv, però aquesta identitat no s'ha institucionalitzat fins al segle xxi. Formava part del Regne d'Aragó i el 1313 els caps de famíla de la vall van votar mantenir-se lligats al Principat de Catalunya. Com a conseqüència, el rei Jaume II va signar la Querimònia, que es convertiria en la Carta Magna de l'Aran i es mantindria fins al segle xix, quan Espanya va anul·lar les institucions d'autogovern i va incorporar l'Aran a la província de Lleida. Amb la restauració de la Generalitat, el 1979, va crear-se la llei d'Aran del 1990, que reconeixia les institucions d'autogovern i la llengua pròpia, convertida en vehicular en l'ensenyament i feta oficial a tot el territori català a partir del 2010.
El primer a parlar de l'aranesisme va ser Unitat d'Aran (UA). Un any abans que Francés Boya fos nomenat síndic d'Aran, el 2006 UA va fer públic un document de millora de la gestió política i d'objectius d'autogovern en què s'incidia en el concepte de l'aranesisme: «Bastir un nou aranesisme, més cívic i transversal, clar defensor d'una identitat oberta, on el ciutadà, independentment dels seus orígens, preferències i pertinença social, sigui el centre de gravetat de les polítiques de les nostres institucions».
L'aranesisme també forma part de la ideologia de Convergència Democràtica Aranesa (CDA), que el 2014 va aprovar el document Camí de l'aranesisme modern, que exposava que aquest corrent s'entén des d'una òptica de defensa d'un país mil·lenari, històric i democràtic; establia també un vincle directe entre els beneficis d'una Catalunya independent i la Vall d'Aran.
Avui dia la Vall d'Aran compta amb una assemblea pròpia anomenada Consell General d'Aran (Conselh Generau d'Aran en occità). El Conselh va aprovar per unanimitat el 2005 un document en el qual sol·licitava que el nou estatut d'autonomia de Catalunya establís un pacte de lliure unió de l'Aran amb Catalunya. Finalment, l'any 2015 s'aprovà al Parlament de Catalunya la nova Llei d'Aran, que protegeix la identitat i cultura araneses, incrementa les competències del Conselh Generau i reconeix la Vall d'Aran com a realitat nacional occitana, a més d'atorgar als aranesos el dret de decidir el seu futur.
La Vall d'Aran compta amb un himne nacional, anomenat Montanhes araneses, oficialitzat el 2008 pel Conselh Generau, i una bandera basada en la d'Occitània.

## Moviments polítics aranesistes

Bandera de la Vall d'Aran.

Els partits polítics que es defineixen com a aranesistes són:
- Convergència Democràtica Aranesa
- Unitat d'Aran
- Partit Renovador d'Arties e Garòs
- Esquerra Republicana Occitana